# ランズベリー・アーサー
ランズベリー・コナン・アーサー（Arthur Conant Lounsbery、9月12日 - ）は、日本の男性声優。81プロデュース所属。アメリカ合衆国出身。

## 略歴
2011年にアミューズメントメディア総合学院東京校声優タレント学科を卒業。2011年4月1日、81プロデュース所属。声優を目指したきっかけは、『ファイナルファンタジーXI』で2年間引きこもりをした後に始めたアルバイト先の同僚に勧められたからである。その同僚もデビューしたての声優だった。
声優としての初仕事は、専門学校時代に出演した2010年放送の韓流ドラマ『アクシデント・カップル』。
事務所に所属してからの正式なデビュー作は2011年の『ファイ・ブレイン 神のパズル』。
『イナズマイレブンGO ギャラクシー』で初めて名前があるキャラクターを演じた。『スタミュ-高校星歌劇-』でテレビアニメでの初メインキャラクターを演じ、初キャラクターソングを歌唱した。
2021年、声優活動10周年の年が終わるタイミングで、遊☆戯☆王ゴーラッシュ!!でTVアニメ初主演を務めることが発表された。
2021年9月、Rockwell、KYOYA、TETSUYUKIらとバンド「Stellagram」を結成。2023年6月に1stライブを開催。

## 人物
- 名前はカタカナだが生まれた時から日本国籍持ちの日本人。日本とアメリカのクォーター。生まれだけアメリカだが育ちは日本で、英語は自身で勉強し喋れる。
- 一人称は仕事友人家族、会話の相手に関わらず「私」。
- 遠視と乱視が合わさり幼少期から眼鏡を着用している。両目の視力は約1.0あるが、強烈な遠視と乱視持ちのため60代の老眼と変わらないらしく、仕事中や家では眼鏡をかけている。
- 幼いころは重い喘息持ちで、よく救急病院に運ばれていた。
- 「ティアラ」という犬（♀）を飼っていた。
- 『ぼのぼの』が好きで、ぬいぐるみの写真をたびたびTwitterにアップしたり関連ツイートをしている。
- 紅茶が好き[1]。過去に執事喫茶で働いていたこともあり、知識も豊富。効き紅茶ができる。
- 酒に強く酔わない。本人曰く「お茶もお酒もあまりかわらない」。生放送やイベントではウイスキーを瓶から直接飲み、飲みきっても一切酔わずに帰る姿を度々見せている。バーよりも赤提灯のような賑やかでラフに飲める酒場を好む。[9]。
- 2015年 - 2020年の6年間、個人でハロウィンに本格的な特殊メイクなどを施したオリジナルの仮装をした写真を撮影していた[10]。本人とスタッフ1名で制作しており、毎年数十万円をかけていた[11]。個人での仮装・撮影は2020年で最後としている[12]。

### 趣味
- 自他ともに認めるゲーム好き[1]。2年間で1万2千時間を『ファイナルファンタジーXI』に費やして、引きこもりだった時期がある。
- 2016年開催のアーケード版『ディシディア ファイナルファンタジー (アーケードゲーム)』公式全国大会では全国ベスト8に入った。
- 『ディシディア ファイナルファンタジー (アーケードゲーム)』の公式プレイヤー。生放送や大会ではMC・実況等も務め、マッチングすると称号がもらえる。
- 『星と翼のパラドクス』の公式プレイヤー。本人がハマっていたためゲームがもっと盛り上がって欲しいと、『戦場の絆』のトッププレイヤーであるAKATUNAと一緒にメーカーに番組企画を持ち込み、公式番組のMCを任されることになった。マッチングすると称号がもらえる。

### 交友
- Fantôme Irisのサポートメンバーとはプライベートでも仲が良く、「あーちゃん」と呼ばれている[13]。
- SHIN（ex.ViViD）と仲が良い。SHINが『from ARGONAVIS』のオーディションを受けるきっかけを作ったため、責任をもって声優の演技のいろはを教えた。そのことから、SHINからは「師匠」と呼ばれている[14]。

### 音楽活動
- 10代後半〜20歳くらいまでパンク・ロック系バンドを組んで音楽活動をしていたことがある。[15]。
- 『from ARGONAVIS』関連のライブではヴィジュアル系バンド「Fantôme Iris」としてバンド形式のステージを披露している。
- 2021年からはバンド「Stellagram」を結成[7]。3rdライブではFantôme Irisのサポートで交友を持ったベーシスト・Satoが所属するASH DA HEROとの対バンが実現した[16]。

## 出演
太字はメイキャラクター。

### テレビアニメ
2011年
- ファイ・ブレイン 神のパズル（男子生徒）

2012年
- SKET DANCE（使用人）
- めだかボックス アブノーマル（委員長）

2013年
- イナズマイレブンGO ギャラクシー（2013年 - 2014年、リュゲル・バラン）
- ガッチャマン クラウズ（投稿者、自衛官）
- 声優戦隊ボイストーム7（男、執事、メガネ男、男生徒）

2014年
- デュエル・マスターズ VS（カモC）
- ドラゴンコレクション（商人A、兵士）
- ハイキュー!!（2014年 - 2016年、渡親治、桜井 大河、北川第一部員B） - 2シリーズ
- バディ・コンプレックス（ガルシアン・バース、ヴァジュラオペレーター、連合軍整備員A、三島） - 1シリーズ + 完結編
- Free!-Eternal Summer-（男子生徒）

2015年
- おまかせ!みらくるキャット団（黒川）
- クロスアンジュ 天使と竜の輪舞（通信士）
- 食戟のソーマ（男子生徒A、男子生徒D、男子生徒C）
- スタミュ（2015年 - 2019年、月皇海斗） - 3シリーズ

2016年
- アイカツスターズ!（2016年 - 2018年、吉良かなた）
- カミワザ・ワンダ（2016年 - 2017年、タピオカくん、森本、男性、ミュートミン、コロミン、ギンガ星三郎）
- 12歳。〜ちっちゃなムネのトキメキ〜（森健太）
- 新あたしンち（ヤンキーA、若者A）
- 魔法つかいプリキュア!（男子生徒）
- ラクエンロジック（キタオカ）
- 霊剣山 星屑たちの宴（雲）

2017年
- 政宗くんのリベンジ（山田茂雄）
- AKIBA'S TRIP -THE ANIMATION-（二四時労）
- キラキラ☆プリキュアアラモード（高校生）
- 地獄少女 宵伽（永山義則）
- 僕の彼女がマジメ過ぎるしょびっちな件（星川聖夜）

2018年
- メルクストーリア -無気力少年と瓶の中の少女-（トイフェル）

2019年 
- 叛逆性ミリオンアーサー（コジ）
- ACTORS -Songs Connection-（二条佐斗流）

2020年
- ブレーカーズ（駿）
- アルゴナビス from BanG Dream!（フェリクス・ルイ＝クロード・モンドール）

2021年
- プレイタの傷（甲斐ヤマト）
- アイカツプラネット!（スケーター）

2022年
- 賢者の弟子を名乗る賢者（ラトリ）
- 遊☆戯☆王ゴーラッシュ!!（2022年 - 2025年、ユウディアス・ベルギャー）
- 永久少年 Eternal Boys（2022年 - 2023年、リン・ジュンジェ）

2024年
- ぶっちぎり?!（浅観音満邦）

2025年
- 転生悪女の黒歴史（シャノウ・クレマチス）

### 劇場アニメ
- 劇場版アイカツスターズ!（2016年、吉良かなた）
- デジモンアドベンチャー LAST EVOLUTION 絆（2020年、一乗寺賢[30]）
- 永久少年 Eternal Boys NEXT STAGE（2023年、リン・ジュンジェ[31]）
- 機甲英雄 劇場版 我與我等於無限大（2023年、巴比坎）
- デジモンアドベンチャー02 THE BEGINNING（2023年、一乗寺賢[32]）

### OVA
- 今日、恋をはじめます（2011年、生徒）
- 境界の彼方（2014年、妖夢）
- スタミュ（2016年 - 2018年、月皇海斗）

### Webアニメ
- 異字元合体もじバケるZ（2014年、ショウ・キャピタル[33]）
- 超次元変形フレームロボ（2015年、マーズ[34]）
- Bonjour♪恋味パティスリー（2015年、マクシミリアン）
- ホイッスル!（ボイスリメイク版）（2016年、尾形智[35]、副キャプテン）
- 弱酸性ミリオンアーサー（2018年、二刀アーサー）
- 15歳、今日から同棲はじめます。（2018年、宮原成）
- iichiko story（2021年、山本晴人[36]）

### ゲーム
2012年
- 姫ギャル♥パラダイス メチカワ!アゲ盛り↑センセーション!（花房恭）

2015年
- ヴァリアントナイツ（マクベス＝クレアール）
- 5人の恋プリンス〜ヒミツの契約結婚〜（ウィル・バートル）
- 小林が可愛すぎてツライっ!! ゲームでもキュン萌えMAXが止まらないっ(*´ェ`*)（もゆゆの舎弟）
- 少女とドラゴン-幻獣契約クリプトラクト-（アザゼル、クラウス、ファラン）
- ロイヤルフラッシュヒーローズ（タクト・ファルガン、レスティオ・コハク）

2016年
- アイカツ! フォトonステージ!!（吉良かなた）
- 一血卍傑-ONLINE-（カグツチ）
- VALKYRIE ANATOMIA -THE ORIGIN-（アルトフェイル）
- 逆転オセロニア（レグス）
- きゅんPON！（バジル、リヨン）
- 三国志ものがたり（甘寧、関平、糜芳）
- 出撃!私立恵比寿中学 武装風紀委員会（球間小太郎、シルバー）
- 消滅都市2（ユキの父親、エッグ、コア）
- ソウルリバース ゼロ（ヘラクレス、ジョチ・カサル、ケイ、シャルル5世、ローラン、ギルガメッシュ）
- 誰ガ為のアルケミスト（リッシュ）
- ドラゴンジェネシス -聖戦の絆-（暴君ネロ）
- ドラゴンハンターCOOP（プレイヤーボイス）
- ナイトスリンガー（サターン、マーレ）
- ハイキュー!!ドンピシャマッチ!!（渡親治）
- マジきゅんっ！ルネッサンス（シャルル）
- ワールドクロスサーガ -時と少女と鏡の扉-（モルドレッド）
- パズドラクロス 神の章/龍の章

2017年
- アカシックリコード（斉藤一、エドガー・アーケティ）
- あんさんぶるスターズ!（トイフェル）
- 異世界でカフェを開店しました。（ルナール・ファシノ）
- 幻想少女（主人公〈男〉）
- ミリオンアーサー アルカナブラッド（二刀アーサー）
- デュエルエクスマキナ（ラファエル、アヌビス）
- アバターメイト
- 恋するおやすみコール（バーグマン要）
- デスティニーチャイルド（独善的なアテン）

2018年
- 干支かれ 〜十二支に猫が漏れた理由〜（氷雨〈ひさめ〉）
- IDOL FANTASY - アイドルファンタジー -（観月智佳仁）
- ソウルリバース（カエサル、クロウ・クルワッハ、プレイヤーボイス）
- 魔界王子と魅惑のナイトメア（トア・キフェル）
- BORDER BREAK（カイル、ボリス）
- ゲシュタルト・オーディン（二刀アーサー）
- モンスターストライク（2018年 - 2022年、ケイ）

2019年
- Op8♪（四ッ谷雅）
- 快感♥フレーズ CLIMAX -NEXT GENERATION-（神崎夏向）
- ゴシックは魔法乙女〜さっさと契約しなさい！〜（プルケル、マレ）
- クイズRPG 魔法使いと黒猫のウィズ（テツ・カジウラ、トプル、オスシ博士、テツの父、アスタロト / アルバート）
- ステラービース（ヴェノン・ヤニーク）
- パレットパレード（アルフレッド・シスレー）
- ヒーロー’ｓパーク（帝夏月）

2020年
- ファイナルファンタジーVII リメイク（蜜蜂の館受付、他）
- キングスレイド（エヴァン）
- メイプルストーリー（アデル〈男〉）
- エリオスライジングヒーローズ（フェイス・ビームス）
- エンゲージソウルズ（シュウセイ）
- ラストオリジン（トミーウォーカー、ドローン08、CT2199Wフォールン)

2021年
- アルゴナビス from BanG Dream! AAside（フェリクス・ルイ＝クロード・モンドール）
- ドラゴンクエストX オンライン（ミローレ）
- モンスターハンターライズ（プレイヤーボイスタイプ4）
- Paradigm Paradox（日向）
- ブレイブフロンティア レゾナ（レギル）
- 新すばらしきこのせかい（王子英二、矢部トモユキ）

2022年
- ファイアーエムブレム ヒーローズ（ヒュウ、スカサハ）
- 永久少年Side Project -トワイライトなスピカ-（リン・ジュンジェ）
- SympathyKiss（榎坂俊信）
- 虚無と物質の彼女（枷場亮）
- BABYLON'S FALL（シュタガシュ）
- パネクロ（結城燐寸）
- 遊戯王ラッシュデュエル 最強バトルロイヤル!! いくぞ!ゴーラッシュ!!（ユウディアス・ベルギャー）

2023年
- よしまほ（A-2）
- タワーオブスカイ（ビジウム）

2024年
- アルゴナビス -キミが見たステージへ-（フェリクス・ルイ＝クロード・モンドール）
- 東京ディバンカー（針条律）
- 妖怪ウォッチ ぷにぷに（デスジュピター）
- 遊戯王 デュエルリンクス（ユウディアス・ベルギャー）
- ミステリーの歩き方（東野陽炎）

2025年
- 新月同行（隊長(プレイヤーボイス)）

### ドラマCD
- 81プロデュース35周年記念企画オーディオドラマCD「紫電改のタカ」（タイガー・モスキトン[67]）
- キミの王道（レーム）
- 猫と私の金曜日（アナウンス）
- ずっと一緒だよ…（中村太郎）
- EXIT TUNES PRESENTS ACTORS シリーズ（二条 佐斗流）
  - ACTORS6
  - Extra Edition 8
  - -Deluxe Dream Edition-
- 生きているだけで褒めてくれるCD（アンドレイ）
- モンスターカフェ（フランケン）
- 8P ユニットソングドラマCD 
  - Vol.1「月寄せの音」（左大臣）
  - Vol.2「遠き日のfurioso」（南大星）
  - Vol.3「UNPERFECT」（ユリウス）
  - Vol.4「Malachite portrait」（エリック）
- Heaven&Lost シリーズ（ナツキ）
  - Vol.1
  - Vol.2
  - SS
- 音戯の譜〜CHRONICLE〜（レネ・ユンカー）
  - 音戯の譜 ～CHRONICLE～ Rosen Melodie ～蒼い薔薇の旋律～
  - 音戯の譜 ～CHRONICLE～ 2nd series 対盤(ライブバトル)編　Möbius／♢WoNdeR PaRTy♦
  - 音戯の譜 ～CHRONICLE～ 2nd series 対盤(ライブバトル)編　終止符(おしまい)をこの手に
- JAZZ-ON! シリーズ （星乃レイ）
  - Raining Cats
  - 開闢 Beginning
  - Invisible Chord 1st
  - Tone of Stars Alpha
  - Invisible Chord 2nd
  - Tone of Stars Beta
- CARNELIAN BLOOD シリーズ（杠葉ヨル[68]）
  - 5-Vocal-Band "EROSION" 1st Single from CARNELIAN BLOOD[69]
    - Voice Drama "Dangerous Brothers"
    - ドラマCD「全員皿洗え」※SKiT Dolce・Rejet shop各巻購入特典
    - ドラマCD「早すぎた準備」※アニメイト各巻購入特典

  - 5-Vocal-Band "EROSION" 2nd Single from CARNELIAN BLOOD[69]
    - Voice Drama "Exciting School Life"
    - ドラマCD「休まらない休日」※SKiT Dolce・Rejet shop各巻購入特典
    - ドラマCD「楽器屋カオス」※アニメイト各巻購入特典

  - 5-Vocal-Band "EROSION" 3rd Single from CARNELIAN BLOOD[69]
    - Voice Drama "Happy School Festival"
    - ドラマCD「史上最悪のアクター」※SKiT Dolce・Rejet shop各巻購入特典
    - ドラマCD「みんなで仲良くお手伝い♡」※アニメイト各巻購入特典

  - “EROSION” 1st ALBUM from CARNELIAN BLOOD
  - EROSION with YOU from CARNELIAN BLOOD Vol.4 YORU
    - ドラマCD「IF Situation～Dead End♥YORU～」※アニメイト各巻購入特典
    - ドラマCD「IF Situation～Cheat End♡T→Y～」※ステラワース/各巻特典

  - "EROSION" 2nd ALBUM「NEW MIXTURE」from CARNELIAN BLOOD
  - 5-Vocal-Band “EROSION”3rd Season vol.1
    - ドラマCD「ムッターヨルの家事ボイコット事件」※SKiT Dolce/各巻特典
    - ドラマCD「EROSIONのリベンジ遊園地♡」※アニメイト各巻購入特典

  - 5-Vocal-Band “EROSION”3rd Season vol.2
    - ドラマCD「EROSIONポエマー化計画」※SKiT Dolce/各巻特典
    - 「赤点兄弟 VS 鬼教官」※アニメイト各巻購入特典

  - 5-Vocal-Band “EROSION”3rd Season vol.3
    - ドラマCD「IF Situation （?????）」※SKiT Dolce/各巻特典
    - 「脱出不可能！？末っ子の逆鱗」※アニメイト各巻購入特典
- Z/X -Zillions of enemy X- NF DramaCD 19「ソトゥなし放送局14ch」（ユーディ）
- 百鬼夜行物語（蛟・青淵）
- 「ねこカフェ男子 ～喫茶猫暖へようこそ～」（簗木千晴）
  - 「ねこカフェ男子　猫好きなカレの恋愛事情 ～簗木千晴の場合～」
- 8P ユニットソングドラマCD2024
  - Vol.1「夕波モラトリアム」（柳貴恒）
  - Vol.2「笑者の一生」（椎名）
  - Vol.3「氷河にとけゆく花」（泉宮梓文）
  - Vol.4「RE；」（バスト）
- MILGRAM -ミルグラム-（フータ〈梶山風汰〉[70]）
  - MILGRAM 第一審シングル フータ『事変上等』
  - MILGRAM 第二審シングル フータ『バックドラフト』
  - MILGRAM 第三審シングル フータ『天晴行進曲』

### BLCD
- 【生配信】あいつに恋してみた!（よしろー）
- ひねくれさくらに恋が咲く（雪平司）
- 交際中のスパダリ同僚が電車でイタズラを仕掛けてきた ～バレてはいけないシチュエーション～（菊池創介）

### ボイスコミック
- BS11「真・週刊コミックTV+」コミドラ『オオカミさんと！』(男子生徒)
- BS11「真・週刊コミックTV+」コミドラ『よしわら花おぼろ』(町人)
- となりの席の小林さん。（滝沢晃）

### オーディオブック
- 月とライカと吸血姫 1〜7（2019年 - 2024年、レフ・レプス）
- 塩対応の佐藤さんが俺にだけ甘い 1〜6（2021年 - 朗読＋押尾颯太 [71]）
- 我がヒーローのための絶対悪（2021年、沖名武尊、ヘルヴェノム卿[72]）
- ヴァンパイア探偵-禁断の運命の血- 1～2（2021年[73]、天羽静也[74]）
- 先日助けていただいたNPCです 〜年上な奴隷エルフの恩返し〜（2021年 - 朗読＋寝津恭兵[75]）
- 学園者! 〜風紀委員と青春泥棒〜（2022年、風雲児一騎 ほか[76][77]）
- 現実でラブコメできないとだれが決めた？ 1～6（2022年、鳥沢翔ほか[78]）
- 学園者！～風紀委員と青春泥棒～（2022年、風雲児一騎、他）
- フリック＆ブレイク（2022年、朗読＋神之馬奏矢）
- GランDKとダーティ・フェスタ（2022年、エド、他）
- ミモザの告白 1〜5（2023年 - 槻ノ木汐）
- 双神のエルヴィナ（2023年、斑鳩燐）

### 吹き替え

#### 映画
- 海中部隊シールチーム（クイン）
- DC がんばれ!スーパーペット（フラッシュ[79]）
- 18歳の“やっちまえ”リスト（ブレット〈イーライ・ブラウン〉）
- ディセンダント（チャド・チャーミング）
- ディセンダント2（チャド・チャーミング）
- ディセンダント3（チャド・チャーミング）

#### ドラマ
- アクシデント・カップル（テワン〈カン・ヒス〉）
- 刑事フォイル
- 絶叫パンクス レディパーツ!（アッサン〈ザキ・イスマイル〉[80]）
- ゾーイの超イケてるプレイリスト（エイデン〈フェリックス・マラード〉）

#### アニメ
- レゴ ニンジャゴー（スコット）

#### ボイスオーバー
- ダークサイドミステリー   マルキ・ド・サド役

### ラジオ
※はインターネット配信。
- スタミュラジオ〜目指せ!ラジオスター〜（2015年 - 2016年[81]、音泉※）
- らじどらッ!〜夜のドラマハウス〜（2015年、ニッポン放送）
- キミの王道 Webラジオ（2016年、Girls-Style※）
- 月刊 新・男前通信7月号〜月刊 ランズベリー・アーサー（2016年、文化放送モバイルplus※）
- アーサー・大紀・ヨシキのカレイドスコープ・パーティ（2016年 - 2018年、ニコニコ動画※）[82]
- MAN TWO MONTH RADIO ランズベリー・アーサーの円卓の王を目指して（2017年、AG-ON※、超!A&G+※）[83]
- スタミュ(第2期)webラジオ 〜AYANAGI Star RADIO〜（2017年、音泉※）[84]
- 冬馬由美&ランズベリー・アーサーのVALKYRIE -RADIO ANATOMIA-（2017年 - 2019年、文化放送）
- 畠中祐 ランズベリー・アーサーの俺にかまわず先に行け！（2018年 - 、声グラオトメチャンネル）
- 8P Radio 〜新世界への道〜（2018年、アニメイトタイムズ※）[85]
- “JAZZ-ON!” the radio（2019年 - 2021年、YouTube※）[86][87]）
- HELIOS Rising Heroes ラジオ マンデーナイトヒーロー（2019年～）

### ラジオドラマ
- らじどらッ！～夜のドラマハウス～（2015年10月12～16日）ニッポン放送
- 画のないアニメ館「6号室」（2017年8月26日） -  NHK-FM放送
- 歌舞伎まるごとストーリー「あらすじえもん」キュウリが丘女学院NARUKAMI!（2019年8月9日、水泳教師ブンピー[88]） - NHK-FM
- NISSAN あ、安部礼司 〜 beyond the average 〜（2024年1月7日、安部永太（イケメンver））

### ナレーション
番組
- アニメマシテ（2015年1月13日・20日・30日、テレビ東京）
- 生放送 月刊きょうの料理（2016年10月2日、NHK Eテレ）
- FINAL FANTASY VII REMAKE Orchestra World Tour（ナビゲーター）

PV
- ネクストライフ 第17巻 PV（2021年、ヒーロー文庫公式チャンネル〈YouTube〉）[89][90]
- 察知されない最強職 第8巻 PV（2021年、ヒーロー文庫公式チャンネル〈YouTube〉）[91][92]

TVCM
- 魔進戦隊キラメイジャー 玩具CMナレーション

### テレビ・映像番組
※はインターネット配信。
- 声優戦隊ボイストーム7（2013年10月5日 - 12月28日、日本テレビ）実写パート 『cafe*soffive』
- 8P channel
  - 第1 - 3シーズン（2016年 - 2018年、アニメイトチャンネル※）
  - 第4 - 15シーズン（2018年 - 、Rakuten TV※）
- アニメイトカフェchannel（2017年5月29日 - 2018年1月27日、アニメイトチャンネル※）MC
- ここって日本ですか?（2018年、ONSTAGE※）
- LIPSS〜イノセントな囁き〜（2019年1月22日 - 6月26日、テレビ埼玉・ニコニコ生放送※）※不定期出演
- 天才てれびくんYOU（2019年4月25日）NHK Eテレ風のモジゲン空間「妖精」
- 天才てれびくん hello,（2021年10月21日）NHK Eテレデンクシー、市町
- みんなで語る番組 かたりぽTV まっち×ボイス♪（2019年4月13日・5月4日、TOKYO MX）[93][94][95][96]
- 声優アウトドア！バラエティ「ぬーキャンプ」（2019年10月 - 12月、tvk） - KENNと共に出演

### 映像商品
- 注文の多いおうちシリーズ 〜ランズベリー・アーサー/中島ヨシキ/小林大紀〜 上・下巻
- ときめきレシピ 執事レストランへようこそ〜畠中祐＆ランズベリー・アーサー〜
- 「8P channel」Vol.1〜15
- アニメビーンズシチュエーションムービー
  - 「部屋デート編」
  - 「オフィス編」
  - 「同期が同期じゃなくなる日。」
- 喫茶安元
- 「森久保祥太郎×浪川大輔 つまみは塩だけ」DVD「東京ロケ・たき火編2021」

### 実写CM
- BORDER BREAK WebCM「みんなでやろうぜ！BORDER BREAK！
- ソウルリバース（SOUL REVERSE） WebCM「集え。ソウルリバース」
- ゲシュタルト・オーディン OP「EX-FACTOR」（二刀アーサー 役）

### ミュージックビデオ
- Stellagram
  - Avenger [Official Music Video]
  - Skyfall [Official lyric video]
  - My Ride [Official live video]
- CARNELIAN BLOODシリーズ 5-Vocal-Band "EROSION"
  - EROSION 1st Single「Underdogs」
  - EROSION 2nd Single「Aspiration」
  - EROSION 3rd Single「Get Out!!!!!」
  - EROSION 1st ALBUM「What is mine」
- THE LAST METAL【実写版MV】Venomous 8 1st Single「Welcome to the Deadlight City」

### 舞台・朗読
- 絵空事計画
  - 「5月の宴 大節電説〜く・紫陽花」（2011年5月21日）
  - 「梅雨の夜はライブ説〜くで♪」（2011年6月18日）
  - 「梅雨明けの感情説〜く♪」（2011年7月16日）
  - 「夏とお盆と冒険説〜く♪」（2011年8月20日）
  - 「新春はライブ説〜くでにぎやかに♪」（2012年1月21日）
  - 「如月のライブ説〜くはストーリーで♪」（2012年2月18日）
  - 「弥生のライブ説〜くはお祭りだ♪」（2012年3月17日）
  - 「新緑のライブ説〜くはゆっくりと♪」（2012年5月19日）
  - 「新春のライブ説〜くは華やかに♪」（2013年1月19日）
  - 「如月のライブ説〜くはお試しで♪」（2013年2月16日）
  - 「弥生のライブ説〜くは煌めいて♪」（2013年3月16日）
  - 「文月の陽ざしの中で朗読ライブ」（2014年7月21日）
  - 「葉月は熱く冒険朗読ライブ」（2014年8月16日）
- 謎解き×リーディング＝Theatrick「新米助手の計らずも悩ましい一日」（2015年1月16日）龍之介 役
- STUDIO La Neige 朗読イベント『Jouer du cygne PART1〜インサイド・メモリー〜』（2015年2月11日） 一 役
- 初恋企画「第4.5回公演リーディングライブ　『初恋カクテル』」（2015年3月25日）櫻井奏多 役
- 梧桐・米内企画「ほろほろはいあ〜りゅ第0回朗読公演『きぶんはいかが』」（2015年6月27日）
- 81LIVE SALON
  - 「朗読パフォーマンス」（2015年8月8日、8月9日）
  - 「第3回公演 〜神無月はAGAIN&PRESTARTの朗読ライブ〜」（2015年10月10日）
  - 「第6回公演 〜声瞬〜五人は無限大」（2015年11月28日）
  - 「第11回公演 〜声瞬〜チョコレートアイスの憂鬱」（2016年2月13日）
  - 「第33回公演 ～声瞬～ 覚めて見る夢 醒めて観る夢」（2017年8月26日）
  - 「第41回公演 ～声瞬～ さよなら、チョコレート」（2018年2月10日）
- 『キミの王道』先行販売朗読イベント（2016年2月20日、2月21日） - レーム 役
- 81produce 35周年企画「POWER OF VOICE ～朗読から落語、無声映画まで～」（2016年9月25日）
- 朗読劇 TARO〜語り継がれし物語・異聞〜（2016年11月6日）
- フスプ よろず屋オールトレーズ（2017年1月29日）
- 日本文学名作選　第三弾「こゝろ」（2017年2月18日） - K 役
- ミュージカル「スタミュ」（2017年4月1日 - 16日） - 月皇海斗 役[97]
- シンデレラ裁判 〜愛は赤い毒〜（2017年5月19 - 28日）
- 8P リーディングイベント[98]「月天嘆歌、薔薇の庭、ハチガク、Starlight stage」（2017年10月14日）ニール、ユアン・エインズワース、イヌイ、海城ツバサ 役
- 洗足学園学園祭 POWER OF VOICE ～朗読から落語、無声映画までVol.2～ (2017年11月11日）
- 朗読劇「 謎解きはディナーのあとで」（2017年11月23 - 26日） - 影山、風祭 役
- 朗読劇「 謎解きはディナーのあとで」（2018年4月25 - 5月6日） - 影山、風祭  役
- 8P リーディングイベント 2018 spring[99]（2018年5月27日）フランケン 役
- ミュージカル「スタミュ」Second Season（2018年7月4日 - 11日、20日 - 22日） - 月皇海斗 役
- 8P 2周年イベント[100]「ぼくらのアニマル村」（2018年9月16日）ネズミ 役
- 朗読劇 「スマホを落としただけなのに」（2019年1月29日 - 2月3日） - 男、富田誠 役
- 謎解き×リーディング＝Theatrick Vol.2.1『リブラ！〜the Lie for Bracing you〜』（2019年9月10 - 13日）高松総二郎 役
- 8P リーディングイベント 2019 spring[101]「ぼくらのアニマル村、Missing Lady∼忘れな君に花束を∼、THE GOLDEN AFTERNOON[102]」（2019年4月14日）ネズミ、瀬戸川男爵、チェシャ猫 役
- 朗読劇 「思春期ビターチェンジ」（2019年10月18日 - 19日） - 高岡和馬 役
- 8P 3周年イベント[103]（2019年11月17日）「ハピチャレンジャー」ハピチャライトブルー 役
- 「極上文學」第14弾『桜の森の満開の下』～孤独～（2019年12月7日 - 15日 ）語り師
- 福緒唯のイベントラボ vol.4（2019年12月23日）
- 朗読劇「スマホを落としただけなのに 囚われの殺人鬼』（2020年1月13日 - 18日）桐野良一、男 役
- 朗読劇「想い出はコンビーフに乗せて」（2020年2月20日）先生 役
- リーディング配信「Heaven&Lost」（2020年8月8日）ナツキ 役
- 朗読劇『あつまれ不思議な島～フェアリーさんと仲間たち』（2020年10月17日）語り部 役
- 朗読劇「プレイタの傷 」(2020年10月24日）甲斐ヤマト 役
- 朗読劇「スマホを落としただけなのに 戦慄するメガロポリス」(2021年3月7日 - 13日）瀧嶋慎一、桐野良一 役
- 「ことだま屋本舗☆リーディング部その12」（2021年9月4日・5日）ヤコ丸、戦闘員4、巣ごもり怪人キガメイール、従業員A、B、総督 役
- 朗読劇 THE ROUDOKU2「ヴァンパイア探偵—禁断の運命の血--」（2021年10月20日[73]） - 天羽静也 役[74]
- 朗読劇「世界から猫が消えたなら」（2022年6月19日、シアター1010） - 親友 役[104]
- 「太陽のかわりに音楽を。2022」（2022年5月11、16日）トロイ、三雲 役
- 朗読劇「ハニーレモンソーダ」（2022年9月5日）三浦界 役
- 朗読劇「エイダ」（2023年9月1日 - 3日）ドラゴ・ヴァルスローダ 役
- 声優朗読劇 フォアレーゼン ～北辰に馳せる野馬～[105] (2023年10月22日、福島県 南相馬市民文化会館ゆめはっと)
- 朗読劇「ナイスコンプレックス」（2023年6月4日）高野陽平 役
- ことだま屋 クラシック2（2023年10月29日）
- イマーシブ舞台「LATERALGAME」 小見山直人 役
- リーディングドラマ「フェイス」（2024年12月18日）瀬尾一樹 役
- 8P 8周年イベント[106]（2025年2月16日）「「百鬼夜行物語」「Good Goodbye」、「Heaven＆Lost」、「Happy Celebration!」」
- 朗読劇「ファイナルファンタジーXI 夢幻のウタイビト」（2025年3月1日）[107] キリッチ、ルザフ、カイルパイル、レン 役
- 絵本朗読LIVE「ビロードのうさぎ〜ペールトーン〜」（2025年7月15日・19日・20日〈予定〉、CBGKシブゲキ!!）[108][109] 少年、ボート 役
- トライディア シネマティックリーディング「戦場のフーガ 鋼鉄のメロディ」（2025年10月2、3日）

### 映画
- 神☆ヴォイス（2011年、クリスティアン）

### その他コンテンツ
- 城崎広告（菱乃木賢悟）
- ラプソディ（倉敷）
- メゾン ハンダース（✟黒猫✟）
- THE LAST METAL（蓮水潤）
- スターリィパレット（南鳥ジン)
- よしまほ（A-2)
- BURNS SKOOL（2021年 - 、HOKUTO）
- 【ディシディアFF】ランズベリー・アーサーと目指す勝利への道[110]）
- 【ディシディアFF攻略コラム】ランズベリー・アーサーのそこに筐体があるから[111]）
- スタミュ公式FC星箱会報 月皇海斗役ランズベリー・アーサー書き下ろしコラム

## ディスコグラフィ

### キャラクターソング
| 8月5日   | スタミュ ファーストドラマCD ☆☆永遠★STAGE☆☆                           | team鳳 | 「☆☆永遠★STAGE☆☆」                                            | テレビアニメ『スタミュ』PV楽曲                               |
| 10月21日 | ☆SHOW TIME 3☆天花寺翔&月皇海斗                                       | 月皇海斗（ランズベリー・アーサー） | 「Limited sky」                                               | テレビアニメ『スタミュ』劇中歌                               |
| 11月4日  | ☆SHOW TIME 5☆team鳳&team柊                                           | team鳳 | 「五重奏 〜クインテット〜」                                   | テレビアニメ『スタミュ』劇中歌                               |
| 11月11日 | ☆SHOW TIME 6☆team鳳&team柊                                           | team鳳 | 「アヤナギ・ショウ・タイム」                                  | テレビアニメ『スタミュ』劇中歌                               |
| 11月25日 | ☆SHOW TIME 8☆team鳳&戌峰誠士郎×卯川 晶                               | team鳳 | 「Ready→Steady→Dream!」                                       | テレビアニメ『スタミュ』劇中歌                               |
| 12月16日 | ☆SHOW TIME 11☆月皇遥斗&遥斗×海斗                                     | 月皇遥斗 (子安武人）、月皇海斗（ランズベリー・アーサー） | 「Moonlight(s):Episode」                                      | テレビアニメ『スタミュ』関連曲                               |
| 12月23日 | ☆SHOW TIME 12☆team鳳                                                 | team鳳 | 「星瞬COUNTDOWN」                                             | テレビアニメ『スタミュ』エンディングテーマ                   |
| 12月23日 | ☆SHOW TIME 12☆team鳳                                                 | 月皇海斗（ランズベリー・アーサー） | 「星瞬COUNTDOWN」                                             | テレビアニメ『スタミュ』関連曲                               |
| 2016年   |                                                                      | |                                                               |                                                              |
| 7月27日  | スタミュOVA BD・DVD第1巻特典CD                                       | team鳳 | 「ユメ・イロ」                                                | OVA『スタミュ』第1巻オープニングテーマ                       |
| 9月21日  | スタミュOVA BD・DVD第2巻特典CD                                       | team鳳 | 「C☆ngratulations!」                                          | OVA『スタミュ』第2巻エンディングテーマ                       |
| 2017年   |                                                                      | |                                                               |                                                              |
| 2月1日   | EXIT TUNES PRESENTS ACTORS6                                          | 柴島犾（石谷春貴）、二条佐斗流（ランズベリー・アーサー） | 「バレリーコ」                                                | キャラクターCD『ACTORS』関連曲                               |
| 2月1日   | EXIT TUNES PRESENTS ACTORS6                                          | 柴島犾（石谷春貴）、二条佐斗流（ランズベリー・アーサー）、二条佑斗（古川慎）、宇和島麒平（森嶋秀太）、新木完（佐藤祐吾） | 「きょうもハレバレ」                                          | キャラクターCD『ACTORS』関連曲                               |
| 2月1日   | EXIT TUNES PRESENTS ACTORS6                                          | 二条佐斗流（ランズベリー・アーサー） | 「毒占欲」                                                    | キャラクターCD『ACTORS』関連曲                               |
| 4月19日  | ☆2nd SHOW TIME 3☆星谷&那雪×月皇×辰己×申渡                            | 那雪透（小野賢章）、月皇海斗（ランズベリー・アーサー）、辰己琉唯（岡本信彦）、申渡栄吾（内田雄馬） | 「青空SEASON」                                                | テレビアニメ『スタミュ』第2期関連曲                          |
| 5月3日   | ☆2nd SHOW TIME 5☆星谷×月皇×魚住&アンシエント                         | 星谷悠太（花江夏樹）、月皇海斗（ランズベリー・アーサー）、魚住朝喜（森川智之） | 「straightforward」                                           | テレビアニメ『スタミュ』第2期劇中歌                          |
| 6月14日  | ☆2nd SHOW TIME 11☆team鳳&team柊                                      | team鳳 | 「Growin' Up」                                                | テレビアニメ『スタミュ』第2期劇中歌                          |
| 6月21日  | ☆team鳳&team柊&揚羽×蜂矢×北原×南條&オールキャスト                    | team鳳 | 「Gift」                                                      | テレビアニメ『スタミュ』第2期エンディングテーマ              |
| 6月21日  | ☆team鳳&team柊&揚羽×蜂矢×北原×南條&オールキャスト                    | オールキャスト | 「Gift 〜カーテンコール〜」                                   | テレビアニメ『スタミュ』第2期劇中歌                          |
| 8月9日   | 僕らの奇跡/アリスブルーのキス 〜Another Color〜                      | M4 | 「僕らの奇跡」                                                | テレビアニメ『アイカツスターズ！』挿入歌                     |
| 12月20日 | ACTORS - Songs Collection2 -                                         | 二条佐斗流（ランズベリー・アーサー） | 「東京テディベア」                                            | キャラクターCD『ACTORS』関連曲                               |
| 2018年   |                                                                      | |                                                               |                                                              |
| 3月7日   | 乱れ雪月花/Drive Away                                                | 二刀アーサー（ランズベリー・アーサー） | 「Drive Away」                                                | ゲーム『ミリオンアーサー アルカナブラッド』関連曲            |
| 4月18日  | それじゃ、よろしく                                                   | (凪・CV：中島ヨシキ、氷雨・CV：ランズベリー・アーサー、CUBERS ver) | 「それじゃ、よろしく」                                        | ゲーム「干支かれ～十二支に猫が漏れた理由～」主題歌           |
| 10月24日 | スタミュ in ハロウィン BD・DVD特典CD                                 | 星谷悠太（花江夏樹）、那雪透（小野賢章）、月皇海斗（ランズベリー・アーサー） | 「ホリゾント」                                                | OVA『スタミュ in ハロウィン』オープニングテーマ              |
| 2019年   |                                                                      | |                                                               |                                                              |
| 6月26日  | アニマルズ・パレード                                                 | キツネ（畠中祐）、フクロウ（野上翔）、タヌキ（八代拓）、ライオン（榎木淳弥）、ネズミ（ランズベリー・アーサー）、ヒツジ（髙坂篤志）、ウサギ（益山武明）、シロクマ（千葉翔也） | 「アニマルズ・パレード」                                      | 朗読ドラマ『ぼくらのアニマル村』関連曲                       |
| 6月26日  | アニマルズ・パレード                                                 | ライオン（榎木淳弥）、ネズミ（ランズベリー・アーサー） | 「アニマルズ・パレード 〜Build my Dream〜」                   | 朗読ドラマ『ぼくらのアニマル村』関連曲                       |
| 7月10日  | ☆3rd SHOW TIME 2☆ 鳳×揚羽×北原&揚羽×蜂矢×北原×南條                   | 星谷悠太（花江夏樹）、那雪透（小野賢章）、月皇海斗（ランズベリー・アーサー）、天花寺翔（細谷佳正）、空閑愁（前野智昭）、揚羽陸（島﨑信長）、北原廉（梅原裕一郎） | 「NEW NOW!」                                                  | テレビアニメ『スタミュ』第3期挿入歌                          |
| 7月31日  | ☆3rd SHOW TIME 5☆ 北原×南條&月皇×空閑                                | 月皇海斗（ランズベリー・アーサー）、空閑愁（前野智昭） | 「By Your Side」                                              | テレビアニメ『スタミュ』第3期関連曲                          |
| 8月7日   | ☆3rd SHOW TIME 6☆ team鳳×team柊×team楪×team漣&那雪シスターズ         | team鳳、team柊、team楪、team漣 | 「Magic Time Maker」                                          | テレビアニメ『スタミュ』第3期挿入歌                          |
| 8月21日  | ACTORS -Extra Edition 8-［佐斗流・犾・麒平］                         | 二条佐斗流（ランズベリー・アーサー） | 「フィクサー」                                                | キャラクターCD『ACTORS』関連曲                               |
| 9月4日   | ☆3rd SHOW TIME 10☆ team鳳&華桜会                                     | team鳳 | 「COME ON LET'S GO!」                                         | テレビアニメ『スタミュ』第3期挿入歌                          |
| 9月11日  | ☆3rd SHOW TIME 11☆星谷×辰己×四季×冬沢&team鳳                         | team鳳 | 「オンステージ」                                              | テレビアニメ『スタミュ』第3期エンディングテーマ              |
| 9月18日  | ☆3rd SHOW TIME 12☆ team辰己&team星谷&team2年生                       | team星谷 | 「高校星歌劇-オンステージ-」                                  | テレビアニメ『スタミュ』第3期挿入歌                          |
| 9月18日  | ☆3rd SHOW TIME 12☆ team辰己&team星谷&team2年生                       | 星谷悠太（花江夏樹）、那雪透（小野賢章）、月皇海斗（ランズベリー・アーサー）、天花寺翔（細谷佳正）、空閑愁（前野智昭）、辰己琉唯（岡本信彦）、申渡栄吾（内田雄馬）、戌峰誠士郎（興津和幸）、虎石和泉（KENN）、卯川晶（松岡禎丞）、揚羽陸（島﨑信長）、蜂矢聡（高梨謙吾）、北原廉（梅原裕一郎）、南條聖（武内駿輔） | 「我ら、綾薙学園華桜会〜NEXT STAGE〜」                        | テレビアニメ『スタミュ』第3期エンディングテーマ              |
| 2020年   |                                                                      | |                                                               |                                                              |
| 3月25日  | Raining Cats                                                         | 星乃レイ（ランズベリー・アーサー）、九鬼 暁（神尾晋一郎） | 「Lonely Junction」                                           | 『JAZZ-ON!』関連曲                                           |
| 3月25日  | JEALOUSYS                                                            | F★light | 「Galaxy Dream」 「Spark in the night」                       | ゲーム『快感♥フレーズ CLIMAX』関連曲                         |
| 5月20日  | ACTORS -Singing Contest Edition- sideB                               | 二条佐斗流（ランズベリー・アーサー） | 「イドラのサーカス」                                          | キャラクターCD『ACTORS』関連曲                               |
| 7月22日  | From a Spicy Peak                                                    | EROSION | 「(INTRO) Vigilante」 「From a Spicy Peak」 「Underdogs」     | 『CARNELIAN BLOOD』関連曲                                    |
| 9月23日  | Aspiration                                                           | EROSION | 「(INTRO) Lighthouse」 「Aspiration」 「The Oath」            | 『CARNELIAN BLOOD』関連曲                                    |
| 9月25日  | histoire                                                             | Fantôme Iris（FELIX（ランズベリー・アーサー） | 「histoire」                                                  | 『ARGONAVIS from BanG Dream!』関連曲                         |
| 9月30日  | 事変上等                                                             | フータ（ランズベリー・アーサー） | 「事変上等」 「モザイクロール」                               | 『MILGRAM -ミルグラム-』関連曲                               |
| 10月7日  | HELIOS Rising Heroes エンディングテーマ Vol.1                        | ウエストセクター | 「Casual new adventure」                                      | ゲーム『エリオスライジングヒーローズ』エンディングテーマ     |
| 11月25日 | RAD HEAD                                                             | EROSION | 「RAD HEAD」 「Get Out!!!!!」 「(Outro) Sham'ing」            | 『CARNELIAN BLOOD』関連曲                                    |
| 12月23日 | PROJECT SCARD キャラクターソング カズマ&ヤマト編                     | カズマ（千葉翔也）、ヤマト（ランズベリー・アーサー） | 「Clumsy」                                                    | 『PROJECT SCARD』関連曲                                      |
| 12月23日 | PROJECT SCARD キャラクターソング カズマ&ヤマト編                     | ヤマト（ランズベリー・アーサー） | 「Clumsy」                                                    | 『PROJECT SCARD』関連曲                                      |
| 2021年   |                                                                      | |                                                               |                                                              |
| 1月6日   | ACTORS – Deluxe Dream Edition –                                      | 二条佐斗流（ランズベリー・アーサー）、二条佑斗（古川慎） | 「ハウトゥー世界征服」                                        | キャラクターCD『ACTORS』関連曲                               |
| 2月3日   | AAside                                                               | 七星 蓮（伊藤昌弘）× 旭 那由多（小笠原仁）× FELIX（ランズベリー・アーサー）× 神ノ島風太（中島ヨシキ）× 宇治川紫夕（榊原優希） | 「AAside」                                                    | ゲーム『アルゴナビス from BanG Dream! AAside』関連曲         |
| 2月24日  | プレイタの傷                                                         | 甲斐ヤマト（ランズベリー・アーサー）、嵐柴カズマ（千葉翔也）、茶木縞カガミ（榎木淳弥）、鷲峰ラン（益山武明）、烏末ジン（野上翔）、龍眞コウガ（八代拓）、虎尊イツキ（畠中祐）、嵐柴エイジ（髙坂篤志） | 「プレイタの傷」                                              | テレビアニメ『プレイタの傷』オープニングテーマ               |
| 2月24日  | プレイタの傷                                                         | 甲斐ヤマト（ランズベリー・アーサー）、嵐柴カズマ（千葉翔也）、茶木縞カガミ（榎木淳弥）、鷲峰ラン（益山武明）、烏末ジン（野上翔）、龍眞コウガ（八代拓）、虎尊イツキ（畠中祐）、嵐柴エイジ（髙坂篤志） | 「プレイタの傷 (yuzen remix)」 「プレイタの傷 (KTG remix)」   | テレビアニメ『プレイタの傷』関連曲                           |
| 4月28日  | BUSTLING SHOW                                                        | 甲斐ヤマト（ランズベリー・アーサー）、嵐柴カズマ（千葉翔也）、茶木縞カガミ（榎木淳弥）、鷲峰ラン（益山武明）、烏末ジン（野上翔）、龍眞コウガ（八代拓）、虎尊イツキ（畠中祐）、嵐柴エイジ（髙坂篤志） | 「BUSTLING SHOW」                                             | テレビアニメ『プレイタの傷』エンディングテーマ               |
| 4月28日  | BUSTLING SHOW                                                        | 甲斐ヤマト（ランズベリー・アーサー）、嵐柴カズマ（千葉翔也）、茶木縞カガミ（榎木淳弥）、鷲峰ラン（益山武明）、烏末ジン（野上翔）、龍眞コウガ（八代拓）、虎尊イツキ（畠中祐）、嵐柴エイジ（髙坂篤志） | 「BUSTLING SHOW (yuzen remix)」 「BUSTLING SHOW (KTG remix)」 | テレビアニメ『プレイタの傷』関連曲                           |
| 3月14日  | 棺の中のセラヴィ                                                     | Fantôme Iris（FELIX（ランズベリー・アーサー） | 「棺の中のセラヴィ」                                          | 『ARGONAVIS from BanG Dream!』関連曲                         |
| 6月30日  | What is mine                                                         | EROSION | 「What is mine」                                              | 『CARNELIAN BLOOD』関連曲                                    |
| 6月30日  | What is mine 5-Vocal-Band Ecstasy Ver.                               | EROSION | 「The Sun Also Rises」                                        | 『CARNELIAN BLOOD』関連曲                                    |
| 6月30日  | What is mine 5-Vocal-Actors Crazy Ver.                               | EROSION | 「CRIER!! CRIER!!」                                           | 『CARNELIAN BLOOD』関連曲                                    |
| 5月5日   | Invisible Chord 2nd                                                  | 武宮大和(駒田航)、依吹青(土岐隼一)、九鬼暁(神尾晋一郎)、星乃レイ(ランズベリー・アーサー) | 「Invisible Chord 2nd」                                       | 『JAZZ-ON!』関連曲                                           |
| 6月2日   | Tone of Stars Beta                                                   | 星乃レイ（ランズベリー・アーサー）、栢橋拓夢(河西健吾) | 「We are here」                                               | 『JAZZ-ON!』関連曲                                           |
| 7月14日  | ザクロ/狂喜のメロディ                                                | Fantôme Iris（FELIX（ランズベリー・アーサー） | 「ザクロ/狂喜のメロディ」                                     | 『ARGONAVIS from BanG Dream!』関連曲                         |
| 8月1日   | デジモンアドベンチャー02 ベストパートナー「絆」②一乗寺 賢&ワームモン | 一乗寺賢（ランズベリー・アーサー） | 「Never Ending」                                              | 劇場アニメ『デジモンアドベンチャー LAST EVOLUTION 絆』関連曲 |
| 8月1日   | デジモンアドベンチャー02 ベストパートナー「絆」②一乗寺 賢&ワームモン | 一乗寺賢（ランズベリー・アーサー）、ワームモン（高橋直純） | 「フォーエバーアドレセンス」                                  | 劇場アニメ『デジモンアドベンチャー LAST EVOLUTION 絆』関連曲 |
| 8月16日  | The Last Empire                                                      | ISADORA | 「The Last Empire」                                           | 『BURNS SKOOL』関連曲                                        |
| 10月31日 | Spooky Halloween Night                                               | Fantôme Iris（FELIX（ランズベリー・アーサー） | 「Spooky Halloween Night」                                    | 『ARGONAVIS from BanG Dream!』関連曲                         |
| 12月22日 | ピエロ                                                               | Fantôme Iris（FELIX（ランズベリー・アーサー） | 「ピエロ」                                                    | 『ARGONAVIS from BanG Dream!』関連曲                         |
| 2022年   |                                                                      | |                                                               |                                                              |
| 3月2日   | Janus                                                                | Fantôme Iris（FELIX（ランズベリー・アーサー） | 「Janus」                                                     | 『ARGONAVIS from BanG Dream!』関連曲                         |
| 3月16日  | un:Mizeria                                                           | Fantôme Iris（FELIX（ランズベリー・アーサー） | 「un:Mizeria」                                                | 『ARGONAVIS from BanG Dream!』関連曲                         |
| 10月1日  | EXPOSING US                                                          | ISADORA | 「EXPOSING US」                                               | 『BURNS SKOOL』関連曲                                        |
| 11月23日 | 永久少年 Eternal Boys ステージ1                                      | Story of Love | 「FRIENDS」                                                   | テレビアニメ『永久少年 Eternal Boys』エンディングテーマ      |
| 2023年   |                                                                      | |                                                               |                                                              |
| 1月25日  | 永久少年 Eternal Boys ステージ2                                      | Story of Love | 「PERFECT WORLD」                                             | テレビアニメ『永久少年 Eternal Boys』関連曲                  |
| 3月22日  | 永久少年 Eternal Boys ステージ3                                      | Story of Love | 「Story of Love」                                             | テレビアニメ『永久少年 Eternal Boys』エンディングテーマ      |
| 8月7日   | 下弦の月夜                                                           | Fantôme Iris（FELIX（ランズベリー・アーサー） | 「下弦の月夜」                                                | 『ARGONAVIS from BanG Dream!』関連曲                         |
| 2024年   |                                                                      | |                                                               |                                                              |
| 1月5日   | Brilliant Days                                                       | Fantôme Iris（FELIX（ランズベリー・アーサー） | 「Brilliant Days」                                            | 『ARGONAVIS from BanG Dream!』関連曲                         |
| 8月16日  | Blade of defiance                                                    | ISADORA | 「Blade of defiance」                                         | 『BURNS SKOOL』関連曲                                        |

### その他参加楽曲
| 発売日         | 商品名                                                                       | 歌                                               | 楽曲                                                             | 備考                                                          |
| -------------- | ---------------------------------------------------------------------------- | ------------------------------------------------ | ---------------------------------------------------------------- | ------------------------------------------------------------- |
| 2013年12月18日 | 声優戦隊ボイストーム7 音楽集 ボイストームミュージック                        | soffive                                          | 「C.A.L.L.I.N.G」                                                | モーションコミック『声優戦隊ボイストーム7』オープニングテーマ |
| 2013年12月18日 | 声優戦隊ボイストーム7 音楽集 ボイストームミュージック                        | soffive                                          | 「VOICE OF LOVE」 「君の帰る場所」                               | モーションコミック『声優戦隊ボイストーム7』エンディングテーマ |
| 2017年5月10日  | 「8P channel 2」OP&ED CD                                                     | 8P                                               | 「Jumping Smlile」                                               | 『8P channel 2』オープニングテーマ                            |
| 2017年5月10日  | 「8P channel 2」OP&ED CD                                                     | 8P                                               | 「FULL VOLUME!!」                                                | 『8P channel 2』エンディングテーマ                            |
| 2017年6月7日   | 「8P」ユニットソングCD Vol.3                                                 | ランズベリー・アーサー、髙坂篤志                 | 「fate 〜危険な香り〜」                                          | 『8P channel』関連曲                                          |
| 2017年6月7日   | 「8P」ユニットソングCD Vol.3                                                 | ランズベリー・アーサー                           | 「FREE」                                                         | 『8P channel』関連曲                                          |
| 2018年11月7日  | CV                                                                           | 畠中祐、八代拓、榎木淳弥、ランズベリー・アーサー | 「Come on a my cafe」                                            | 『8P channel』関連曲                                          |
| 2018年11月7日  | CV                                                                           | 畠中祐、ランズベリー・アーサー                   | 「I still…」                                                     | 『8P channel』関連曲                                          |
| 2019年4月14日  | アニマルズ・パレード                                                         | 8P                                               | 「アニマルズ・パレード」                                         | 『8P channel』関連曲                                          |
| 2019年4月14日  | アニマルズ・パレード                                                         | 榎木淳弥、ランズベリー・アーサー                 | 「アニマルズ・パレード 〜Build my Dream〜」                      | 『8P channel』関連曲                                          |
| 2019年8月23日  | Happy Glitter                                                                | ランズベリー・アーサー                           | 「Light-blue Wind」                                              | 『8P channel』関連曲                                          |
| 2019年8月23日  | Happy Glitter                                                                | 8P                                               | 「Happy Glitter」                                                | 『8P channel』関連曲                                          |
| 2020年7月22日  | 8P ユニットソングドラマCD Vol.3                                              | 野上翔、ランズベリー・アーサー                   | 「What is human?」                                               | 『8P channel』関連曲                                          |
| 2021年6月30日  | CV:2                                                                         | klinger                                          | 「白羽根のKrieger」                                              | 『8P channel』関連曲                                          |
| 2021年6月30日  | CV:2                                                                         | 8P                                               | 「Clover's Xmas」                                                | 『8P channel』関連曲                                          |
| 2021年6月30日  | CV:2                                                                         | 八代拓、ランズベリー・アーサー                   | 「Maple Girl!Maple Boy」                                         | 『8P channel』関連曲                                          |
| 2024年7月22日  | ユニットソングドラマCD2024 Vol.3                                             | 千葉翔也、ランズベリー・アーサー                 | 「傷跡に問答」                                                   | 『8P channel』関連曲                                          |
| 2024年7月22日  | Course of my fate                                                            | 8P                                               | 「Course of my fate」 「終わらないBlooming」 「FROM THIS PLACE」 | ゲーム『Paradigm Paradox』主題歌                              |
| 2024年7月22日  | Re:collection] HIT SONG cover series feat.voice actors 2 ~00's-10's EDITION~ | ランズベリー・アーサー                           | イケナイ太陽（ORANGE RANGE）                                     |                                                               |

### シリーズ一覧
1. ↑  第1期（2014年）、第2期『セカンドシーズン』（2016年）
2. ↑  テレビシリーズ（2014年）、『バディ・コンプレックス 完結編 -あの空に還る未来で-』（2014年9月29・30日）
3. ↑  第1期（2015年）、第2期（2017年）、第3期（2019年）

### ユニットメンバー
1. 1 2 3 4 5 6 7  星谷悠太（花江夏樹）、那雪透（小野賢章）、月皇海斗（ランズベリー・アーサー）、天花寺翔（細谷佳正）、空閑愁（前野智昭）
2. ↑  星谷悠太（花江夏樹）、那雪透（小野賢章）、月皇海斗（ランズベリー・アーサー）、天花寺翔（細谷佳正）、空閑愁（前野智昭）、辰己琉唯（岡本信彦）、申渡栄吾（内田雄馬）、戌峰誠士郎（興津和幸）、虎石和泉（KENN）、卯川晶（松岡禎丞）、揚羽陸（島﨑信長）、蜂矢聡（高梨謙吾）、北原廉（梅原裕一郎）、南條聖（武内駿輔）、鳳樹（諏訪部順一）、柊翼（平川大輔）、暁鏡司（森久保祥太郎）、楪・C・リオン（鳥海浩輔）、漣朔也（羽多野渉）、月皇遥斗（子安武人）、魚住朝喜（森川智之）、早乙女律（置鮎龍太郎）、双葉大我（保志総一朗）
3. ↑  結城すばる（八代拓）、五十嵐望（上村祐翔）、香澄朝陽（堀江瞬）、吉良かなた（ランズベリー・アーサー）
4. ↑  辰己琉唯（岡本信彦）、申渡栄吾（内田雄馬）、戌峰誠士郎（興津和幸）、虎石和泉（KENN）、卯川晶（松岡禎丞）
5. ↑  揚羽陸（島﨑信長）、蜂矢聡（高梨謙吾）
6. ↑  北原廉（梅原裕一郎）、南條聖（武内駿輔）
7. ↑  星谷悠太（花江夏樹）、那雪透（小野賢章）、月皇海斗（ランズベリー・アーサー）、天花寺翔（細谷佳正）、空閑愁（前野智昭）、揚羽陸（島﨑信長）、蜂矢聡（高梨謙吾）、北原廉（梅原裕一郎）、南條聖（武内駿輔）
8. ↑  藤原ヒカル（菊地燎）、犬塚蜂矢（滝澤諒）、白鳥春月（小林大紀）、神崎夏向（ランズベリー・アーサー）、豪道司（岩永賢之丞）、柊北斗（石井孝英）
9. 1 2 3  赤刎トキシン（千葉翔也）、杠葉ヨル（ランズベリー・アーサー）、雨宮ビャクヤ（広瀬裕也）、蓮巳ネィト（鈴木崚汰）、染狩クレハ（豊永利行）
10. ↑  レオナルド・ライト・Jr（村瀬歩）、フェイス・ビームス（ランズベリー・アーサー）、キース・マックス（津田健次郎）
11. 1 2 3  TSUKIYA（田丸篤志）、KIRA（葉山翔太）、HOKUTO（ランズベリー・アーサー）
12. 1 2  吾妻創輝（小林千晃）、小鳥遊賢人（仲村宗悟）、小田桐信長（河本啓佑）、神楽坂咲楽（堀江瞬）、東十条知架（石谷春貴）、リン・ジュンジェ（ランズベリー・アーサー）
13. ↑  西山宏太朗、ランズベリー・アーサー、比留間俊哉、中島ヨシキ、伊東健人
14. 1 2 3 4 5  畠中祐、野上翔、八代拓、榎木淳弥、ランズベリー・アーサー、髙坂篤志、益山武明、千葉翔也
15. ↑  八代拓、ランズベリー・アーサー、髙坂篤志、千葉翔也